# 于尔约·科尔霍
于尔约·科尔霍（芬蘭語：Yrjö Kolho，1888年4月23日—1969年2月13日），芬兰男子射击运动员。他曾代表芬兰参加1920年夏季奥林匹克运动会射击比赛，获得一枚银牌和一枚铜牌。